# Sonata marymoncka (film)
Sonata marymoncka – polski film obyczajowy z 1987 roku w reżyserii Jerzego Ridana, zrealizowany na podstawie powieści Marka Hłaski. Zdjęcia kręcono w Warszawie.

## Fabuła
Opowieść o Ryśku, młodym, skłóconym z życiem człowieku. Na podstawie prozy Marka Hłaski z dodatkiem jego wątków autobiograficznych. 

## Obsada aktorska
- Olaf Lubaszenko − Rysiek Lewandowski
- Henryk Bista − Rustecki
- Bronisław Pawlik − Biliński
- Jerzy Kryszak − Jędras
- Witold Pyrkosz − Sęczek, współwłaściciel „Arkadii"
- Zdzisław Kozień − Orzechowski, współwłaściciel „Arkadii"
- Roman Kłosowski − Stefan Kibała
- Marek Lewandowski − kierowca Kamiński
- Edward Linde-Lubaszenko − ojciec Ryśka
- Piotr Różański
- Stefan Paska